# Pidlisky (Jaworiw)
Pidlisky (ukrainisch Підліски; russisch Подлески Podleski, polnisch Podliski) ist ein Dorf in der Ukraine, in der Oblast Lwiw.
Pidlisky gehörte bis 1918 zum österreichischen Kronland Galizien. Um 1880 zählte das damalige Podliski 274 Einwohner, von denen 190 Polen, 73 Russen und 11 Deutsche waren. 180 Einwohner gehörten der römisch-katholischen Kirche an, 74 der griechisch-katholischen Kirche, 11 waren Juden. Von 1918 bis 1934 war Pidlisky in der Zweiten Polnischen Republik eine selbständige Gemeinde. Nach der Gemeindereform von 1934 gehörte es zum Gemeindeverband Pnikut (Gmina Pnikut) in der Woiwodschaft Lwów.
Mit der sowjetischen Besetzung Ostpolens 1939 kam Pidlisky unter sowjetische Verwaltungshoheit und wurde in die Ukrainische Sowjetrepublik eingegliedert. Ab 1941 gehörte es nach Deutschlands Überfall auf die Sowjetunion zum Generalgouvernement Lemberg. 1944 kam es wieder unter sowjetische Herrschaft.
Seit 1991 gehört Pidlisky zur unabhängigen Ukraine und bildete bis 2016 zusammen mit dem Nachbardorf Wyschenka die gleichnamige Landratsgemeinde. Am 18. Dezember 2016 wurde der Ort ein Teil der neu gegründeten Stadtgemeinde Mostyska (Мостиська міська громада Mostyska miska hromada).
Bis zum 17. Juli 2020 lag sie im Rajon Mostyska, seither ist sie ein Teil des Rajons Jaworiw.

## Persönlichkeiten
- Rachel Korn (1898–1982), jiddischsprachige Dichterin und Schriftstellerin